# Habenaria recta
Habenaria recta är en orkidéart som beskrevs av Rudolf Schlechter. Habenaria recta ingår i släktet Habenaria och familjen orkidéer. Inga underarter finns listade i Catalogue of Life.